# Беловеж (блок-пост, Амурская область)
Беловеж — упразднённый блок-пост в Шимановском районе Амурской области России. Исключён из учётных данных в 1974 году.

## География
Располагался у одноимённого остановочного пункта Транссиба между станциями Мухино и Берея, на расстоянии примерно 8 километров (по прямой) к юго-востоку от первой.

## История
Возник как пристанционный посёлок.
Решением Амурского исполкома от 7 июня 1974 года № 253, блок-пост Беловеж исключён из учётных данных как несуществующий.